# Krestuščevke
Krestuščevke (lat. Polygalaceae nom. cons.), biljna porodica iz reda bobolikih (Fabales) koju čini niže raslinje, grmlje i drveće. Nekada je uključivana u vlastiti red krestušolike (Polygalales). Gotovo polovicu vrsta predstavlja rod Polygala (krestušac), ljekovita biljka koja raste na suhim sunčanim obroncima i livadama, a ima je i u Europi i Americi (Polygala senega ili američki krestušac). z svoja ostala ljekovita svojstva travari je koriste i za povećanje količine mlijeka kod dojilja.
Ime Polygalales Dumortier sinonimom je za red Fabales (bobolike).

## Rodovi
Familia Polygalaceae Hoffmanns. & Link (1324 spp.)
1. Tribus Xanthophylleae Baill.
  1. Xanthophyllum Roxb. (108 spp.)
2. Tribus Diclidanthereae Reveal
  1. Eriandra Royen & Steenis (1 sp.)
  2. Barnhartia Gleason (1 sp.)
  3. Diclidanthera Mart. (5 spp.)
  4. Moutabea Aubl. (11 spp.)
3. Tribus Carpolobieae B. Eriksen
  1. Atroxima Stapf (2 spp.)
  2. Carpolobia G. Don (5 spp.)
4. Tribus Polygaleae Fr.
  1. Bredemeyera Willd. (19 spp.)
  2. Comesperma Labill. (38 spp.)
  3. Caamembeca J.F.B.Pastore (13 spp.)
  4. Rhinotropis (S.F.Blake) J.R.Abbott (17 spp.)
  5. Polygaloides Haller (6 spp.)
  6. Polygala L. (665 spp.)
  7. Asemeia Raf. (33 spp.)
  8. Gymnospora (Chodat) J.F.B.Pastore (2 spp.)
  9. Acanthocladus Klotzsch ex Hassk. (10 spp.)
  10. Rhamphopetalum J.F.B.Pastore & M. Mota (1 sp.)
  11. Hebecarpa (Chodat) J.R.Abbott (19 spp.)
  12. Badiera DC. (7 spp.)
  13. Monrosia Grondona (2 spp.)
  14. Phlebotaenia Griseb. (2 spp.)
  15. Epirixanthes Blume (7 spp.)
  16. Muraltia Neck. (119 spp.)
  17. Salomonia Lour. (5 spp.)
  18. Monnina Ruiz & Pav. (165 spp.)
  19. Ancylotropis B. Eriksen (2 spp.)
  20. Securidaca L. (59 spp.)

## Vanjske poveznice
|  | Zajednički poslužitelj ima još gradiva o temi Polygalaceae |
|  | Wikivrste imaju podatke o taksonu Polygalaceae             |